# Schwarzenberger Straße 1 (Obernbreit)

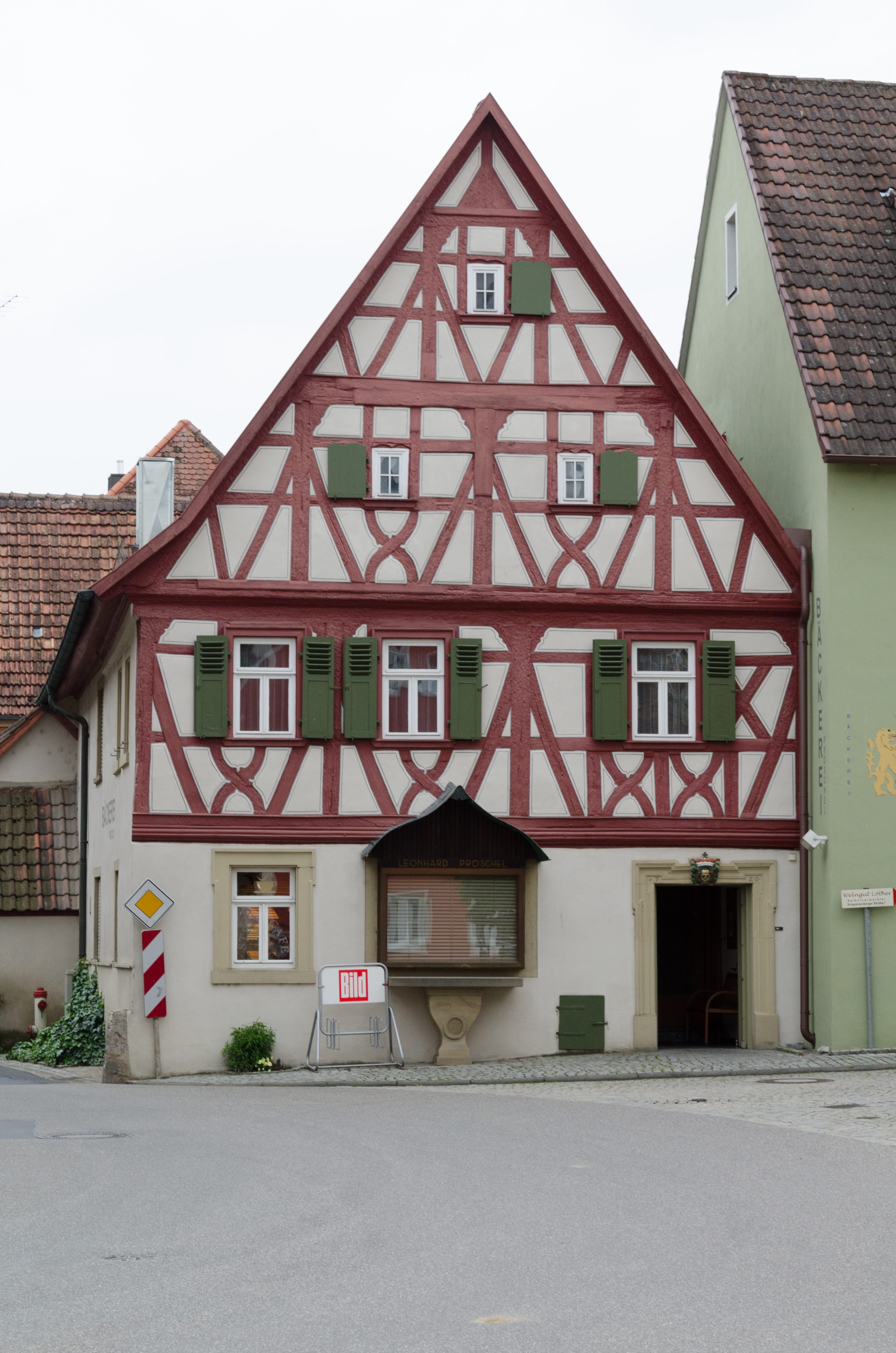
Das Haus Schwarzenberger Straße 1 (Obernbreit)

Das Haus Schwarzenberger Straße 1 (früher Hausnummern 37 und 38) ist ein denkmalgeschütztes Gebäude im Altort des unterfränkischen Obernbreit im Landkreis Kitzingen. Im Haus ist seit Jahrhunderten eine Bäckerei untergebracht, die im 19. Jahrhundert mit einem für Obernbreit typischen Verkaufsfenster ausgestattet wurde.

## Geschichte
Das Haus Schwarzenberger Straße 1 wurde im 17. Jahrhundert errichtet. Hierauf weisen die Zierformen des Fachwerks hin. In der ersten Hälfte des 18. Jahrhunderts erfuhr das Haus einen umfassenden Umbau, bei dem auch das heutige Portal entstand. Eine Inschrift im Portalgewände macht hinter dem Umbau das Jahr 1726 aus. Damals lebte im Haus Johannes Pröschel. Das Zunftzeichen am Türsturz verweist auf die lange Bäckereitradition, die im Haus geübt wurde. Die Familie Pröschel stellte mit Johann Georg Pröschel (1802–1891) in der ersten Hälfte des 19. Jahrhunderts auch den ersten Bäckermeister Obernbreits.
Das Haus in der Schwarzenberger Straße wurde während des 19. und des 20. Jahrhunderts als Bäckerei genutzt. 1835 entstand das heute noch vorhandene Verkaufsfenster, an dem Backwaren direkt aus der Backstube ausgehändigt werden konnten. Das Anwesen ist noch heute in den Händen der Familie Pröschel, die in den Räumlichkeiten ein Café betreibt. Das Haus wird vom Bayerischen Landesamt für Denkmalpflege als Baudenkmal geführt. Es bildet einen der Kernelemente des Bauensembles an der Ecke Schwarzenberger Straße/Enheimerstraße/Breitbachstraße.

## Beschreibung
Das Anwesen präsentiert sich als zweigeschossiges Haus mit Satteldach. Es steht giebelständig in Richtung der lutherischen Pfarrkirche an der Durchgangsstraße. Während das Erdgeschoss durchgängig gemauert wurde, weist das Obergeschoss und die Dachgeschosse Fachwerk auf. Das Fachwerk ist lediglich an der Frontseite freigelegt. Auf die Erneuerungen des 18. Jahrhunderts gehen dagegen die Fenster- und Türrahmungen des Erdgeschosses zurück, die mit den typischen Ohren ausgestattet wurden. 
Im Jahr 1835 brachte man links des Portals ein sogenanntes Verkaufsfenster für Backwaren (sogenanntes Bäckereifenster) an. Es besitzt einen säulenartigen Sockel, der unterhalb einer einfachen Muschelkalktischplatte angebracht wurde. Darüber erhebt sich ein schlichtes Rechteckfenster mit Holzrahmen, das mit einem dreieckigen Giebel ausgestattet wurde. Oberhalb des Fensters findet sich ein Hinweisschild auf den Namen der Bäckerei. Als Regenschutz brachte man darüber ein Blech an, das in der Form des Holzgiebels spitz zuläuft.